# Igor Trubieckoj
Książę Igor Nikołajewicz Trubieckoj (ros. Игорь Николаевич Трубецкой; ur. 23 sierpnia 1912 roku w Paryżu, zm. 20 grudnia 2008 roku w Nicei) – radziecko-francuski kierowca wyścigowy.

## Kariera
W wyścigach samochodowych Trubieckoj poświęcił się startom w wyścigach Grand Prix. Był pierwszym kierowcą, który korzystał z samochodu Ferrari (podczas Grand Prix Monako 1948). W tym samym roku odniósł zwycięstwo w wyścigu Targa Florio w samochodzie Ferrari 166 Sport Allemano Spyder.